# Teatro Club

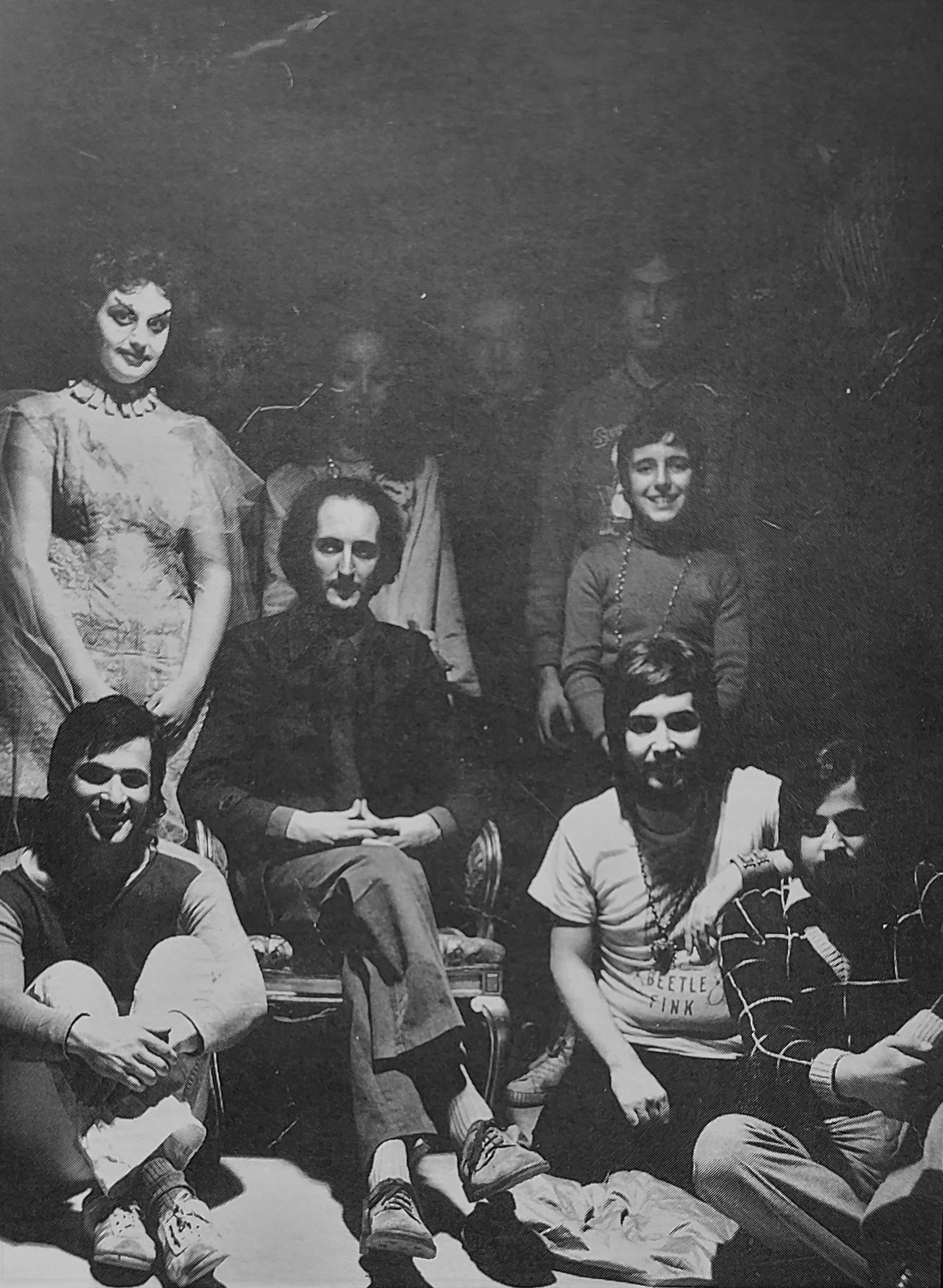
Gian Carlo Riccardi e gli attori del Gruppo Teatro Laboratorio Arti Visive, 1974.

Il Teatro Club è stato un teatro di Frosinone.

## Storia
È stato fondato nel 1962 dall’artista Gian Carlo Riccardi nel centro storico di Frosinone, in via del Plebiscito n. 23. Il locale acquistato, che ospitava un ex istituto di bellezza, è stato trasformato in un piccolo teatro d’avanguardia con cento posti a sedere, un antingresso ricoperto di tendaggi di velluto, eleganti lampadari e comode poltrone di velluto rosso. Per la prima volta nel capoluogo operava un locale fornito di tutti gli accessori di scenotecnica. Nel Teatro Club si esibiva il Gruppo Teatro Laboratorio Arti Visive attraverso performance artistiche e spettacoli teatrali. Ma all’interno del Teatro Club, oltre a fare teatro ogni settimana si sono susseguite manifestazioni artistiche che andavano dai concerti di musica classica, alle conferenze, alle performances di poesia e di letteratura, al canto, alla danza e soprattutto ai dibattiti di carattere critico che ricoprivano un ruolo fondamentale nella discussione e l'analisi degli spettacoli. Gli spettacoli, le performances e gli happening che venivano rappresentati nel Teatro Club con il tempo vennero presentati in altre città fuori la provincia come Roma, Milano, Napoli, Perugia, Todi, Spoleto, Santarcangelo di Romagna, Foligno, Narni ecc.
Verso gli anni ’80 e ’90 Gian Carlo Riccardi ha sospeso l’attività del Teatro Club per collaborare con l’Avanguardia Teatrale romana nei principali Teatri Off lavorando con attori quali Carmelo Bene, Memè Perlini, Giancarlo Sepe, Filippo Torriero, Mario Ricci, Nino de Tollis, Pippo Di Marca ed altri.
Tra gli spettacoli messi in scena vi sono: Il Volpone di Ben Jhonson (1961), Non più vergine il tempo (1961), Amleto I (1962, 1967), Dalla A alla Z (1962, 1967), Enjambement_mimì (1963), In verità vi dico (1963), Il Rinoceronte (1964) di Eugene Ionesco, Napoli al vento (1968), Escremento (1968, 1970, 1971), Amen (1972), Apocalisse (1975), Mia Terra (1981, 1983) ecc.